# Schweizer Aircraft
Schweizer Aircraft Corporation — американський виробник планерів, сільськогосподарських літаків і вертольотів розташований у Горсхедз, Нью-Йорк. Вона була створена у 1939 трьома братами Швайцерами (Полом, Уільямом та Ернестом), які побудували свій перший планер у 1930. Найстаріша приватна літакобудівна компанія у США, компанія Schweizer була придбана Sikorsky Aircraft Corporation зі Стратфорда, Коннектикут у 2004 і стала багатогалузевою аерокосмічною компанією. Schweizer Aircraft припинила роботу у 2012.

## Історія

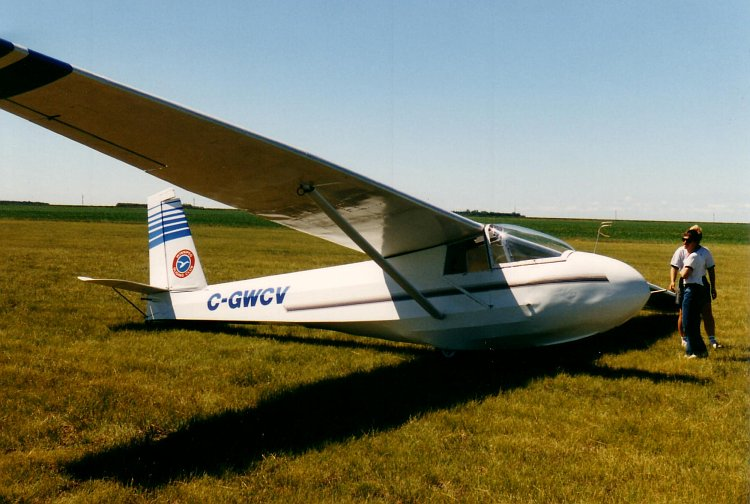
Тренувальний планер Schweizer SGS 2-33A

Компанія була створена на основі Mercury Glider Club який допоміг створити перші два планери Швайцерам у амбарі. Компанія отримала назву Schweizer Metal Aircraft Company. Адвокат Боб Макдауелл запропонував Швайцерам на те, що вони повинні перемістити виробництво з амбару до Ельміри, Нью-Йорк. Швайцери позитивно зустріли цю пропозицію оскільки потребували у збільшенні площі для виробництва планерів, але вони не мали грошей для переїзду.
Макдауелл переконав Elmira Industries Inc, місцева корпорація з розвитку бізнесу, надати Швайцерам площу на другому  поверсі трикотажної фабрики Elmira в обмін на склад компанії. Саме тому Schweizer Metal Aircraft Company стала Schweizer Aircraft Corporation, з продажем акцій Elmira Industries, місцевими бізнесменами і пілотам планерів.

### Вертольоти

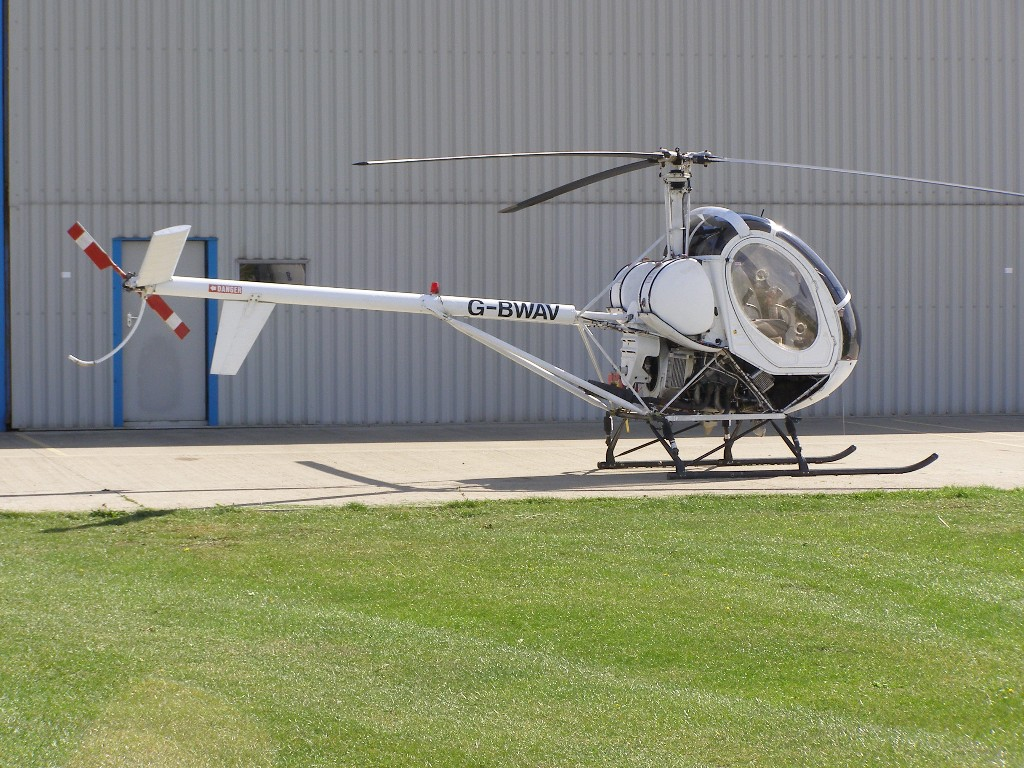
Schweizer S269C

Schweizer в основному випускав легкі вертольоти з поршневими двигунами для багатоцільового і тренувального використання. Schweizer 300CBi, спочатку розроблений і випущений Hughes aircraft під назвою Hughes 269 для армії США, один з найбільш популярний у світі тренувальний вертоліт. У 1986, Schweizer придбав права на вертоліт у McDonnell Douglas, які викупили Hughes Helicopters у 1984. Після придбання Schweizer сертифікату типу ФУЦА, вертоліт був деякий час відомий як Schweizer-Hughes 300C, а потім Schweizer 300C.
Основна конструкція залишилася без змін роками. Компанії Hughes і Schweizer, випустили близько 3000 копій Model 269/300 протягом останніх 50 років. Schweizer продовжив випуск Model 300 встановивши газотурбінний двигун і перепроєктувавши корпус створивши Schweizer 330, а потім подальші розробки призвели до створення Schweizer 333.
Покращена версія у серії, Sikorsky S-434, була випущена 2008.
У 2011 і 2012 Sikorsky Aircraft Corporation звільнила робітників і закрила фабрику.

### Планери

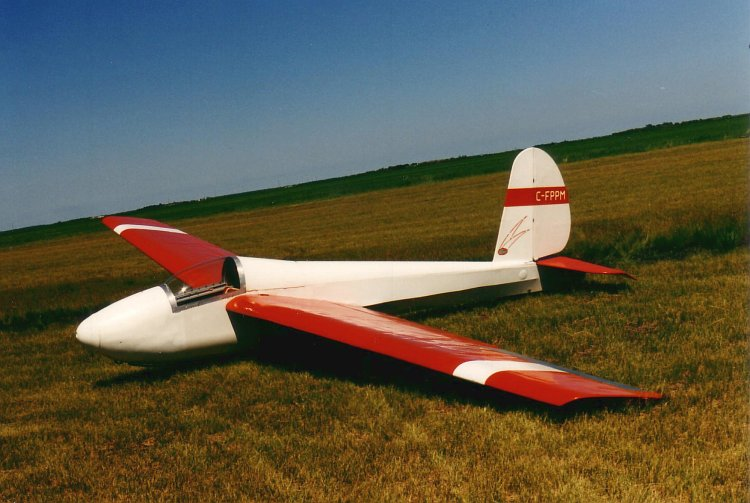
Schweizer SGS 1-26B

Schweizer найбільше відома своєю популярною лінійкою планерів, перший з яких (модель SGP 1-1) було випущено 1930. Перших планерів було випущено мало, пізніші моделі стали більш популярні, такі як SGS 2-8 і 2-12, які були прийняті на озброєння Корпусом армійської авіації США в ролі тренувальних як TG-2 та TG-3, відповідно.

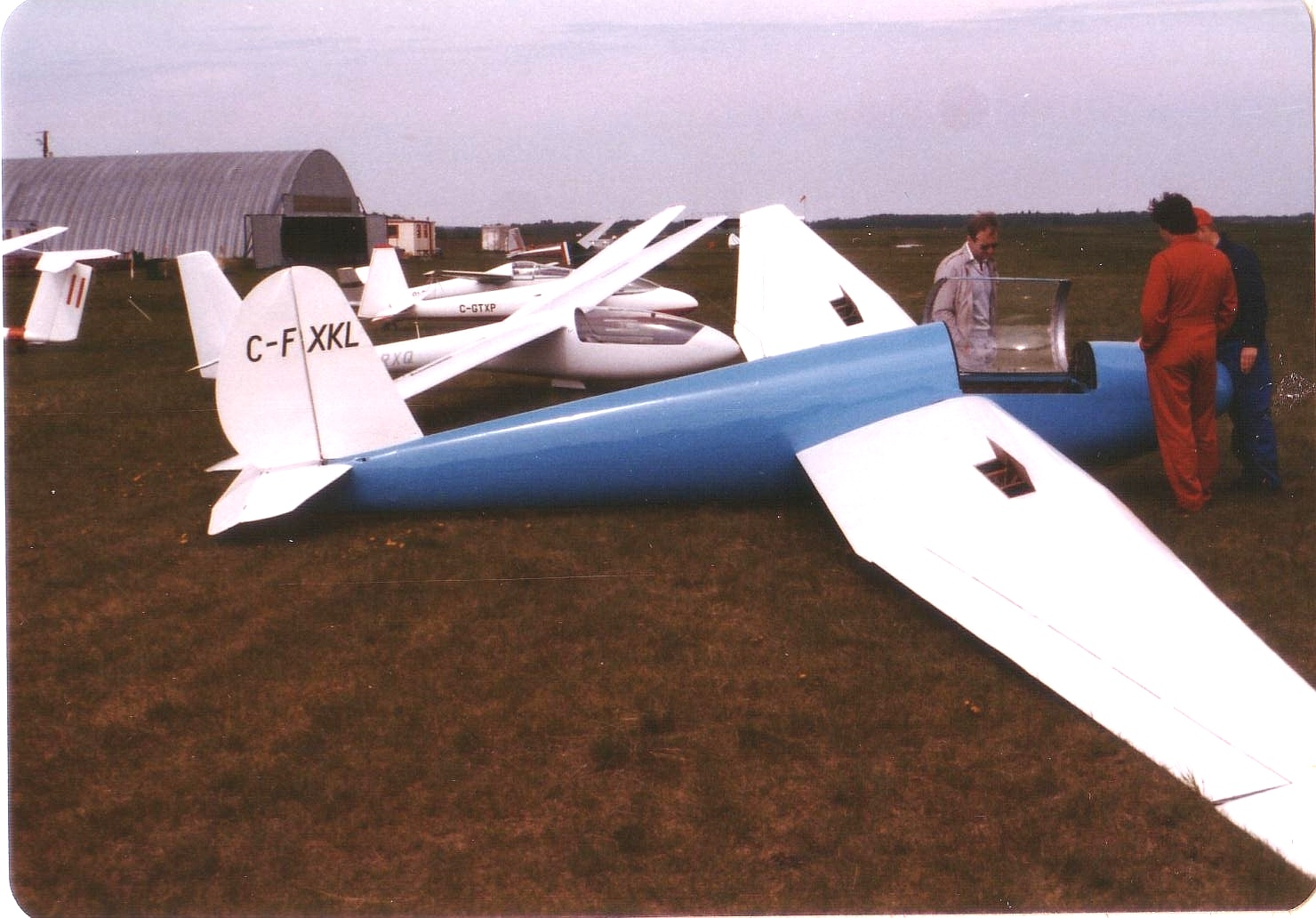
Планер Schweizer SGS 1-23D. 1-23 вперше піднявся у повітря у 1948

Schweizer SGS 1-23 був планером світового класу для змагань і встановлення  рекордів у період з 1948 по 1967.
У 1950-ті і 1960-ті Schweizer Aircraft Corporation розробили і випускали дуже популярні планери SGS 1-26 і SGS 2-33. Вони легко літали, були легкої конструкції, а також були досить міцні і прості в керуванні. Легкий літак з двигуном, Schweizer SA 1-30, проходив тестування, але не випускався.
2-33 використовувався академією ВПС США, як TG-4, для навчання пілотів. Академія використовувала близко дюжини планерів до 2002 коли були замінені більш сучасними планерами. Королівські Канадські повітряні кадети продовжують використовувати сімнадцять 2-33A.
Іншими популярними планерами Schweizer були одномісний SGS 1-26 та дво- або тримісний 2-32, обидва можна знайти у аероклубах і приватній власності по всім США.

### Ag Cat

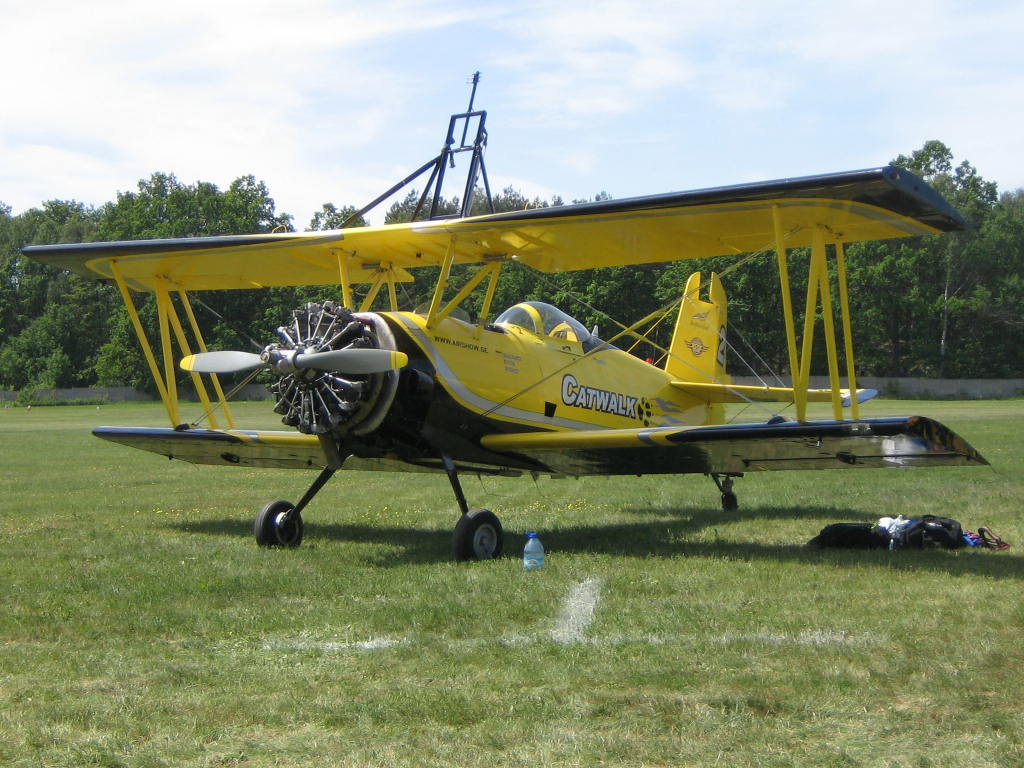
Schweizer Ag Cat

Schweizer випускали Grumman G-164 Ag Cat, сільськогосподарський біплан з одним двигуном розроблений Grumman у 1950-ті. За контрактом з Grumman літак випускався безперервно з 1957 по 1981. У цей період Schweizer побудував 2455 літаків.
У 1981 Schweizer придбав права на конструкцію і продовжив випуск під назвою Schweizer Ag Cat. У 1995 Schweizer продав права на Ag Cat корпорація Ag-Cat з Малдену, Техас. У лютому 2001 конструкцію було продано Allied Ag-Cat Productions Inc. з Уолнат-Брідж, Арканзас. Allied Ag-Cat не випускає нових літаків, але мають великий парк Ag-Cats.
Базовий планер включав в себе багато новинок, в тому числі закриту кабіну, повітряний кондиціонер і фюзеляжний бак для зберігання пестицидів.

### Амфібія Teal
У 1972 Schweizer найняв Девіда Турстона і випуск його Thurston Teal був частиною угоди з Schweizer. Компанія випустила три Schweizer TSC-1A1 Teal і дев'ять TSC-1A2 Teal II перед тим як випуск було перенесено до Teal Aircraft у 1976.

### Розвідувальні літаки
Розробка Schweizer SGM 2-37 двомісного планера з мотором для Академії ВПС США у 1982 призвели до появи нових знань у компанії. У середині 1960-х Lockheed використовували планер Schweizer SGS 2-32 як основу для свого безшумного розвідувального літака YO-3. Schweizer вирішили розробити SGM 2-37 за тією ж самою концепцією, що і YO-3. Результатом стали SA 2-37A та B, відомі як військові RG-8A.
RG-8A був пізніше розроблений компанією у літак з двома поршневими двигунами і двома балками SA 2-38 Condor з армійським позначенням RU-38A Twin Condor. Ця конструкція була пізніше перероблена на турбогвинтовий  RU-38B Twin Condor. RU-38 випускався до 2008.
Говорять, що Управління боротьби з наркотиками США замовило літак під назвою Shadowhawk у Schweizer. Про експлуатацію літака існує мало відомостей. Його можливе позначення SA 38B.

### Інші проєкти
Співпрацюючи з Northrop Grumman (колишня Ryan Aeronautical), Schweizer розробила вертоліт-БПЛА MQ-8 Fire Scout.
Schweizer на даний час бере участь у розробці Sikorsky X-2 Demonstrator, гвинтокрил-прототип з співвісними гвинтами зі штовхаючим пропелером для великої швидкості руху вперед.

## Продукція
Вертольоти які пропонувалися компанією на лютий 2009 в тому числі 300C, 300CBi та 333.

### Планери
- Schweizer SGP 1-1
- Schweizer SGS 1-21
- Schweizer SGS 1-23
- Schweizer SGS 1-24
- Schweizer SGS 1-26
- Schweizer SGS 1-29
- Schweizer SGS 1-34
- Schweizer SGS 1-35
- Schweizer SGS 1-36 Sprite
- Schweizer SGS 2-8
- Schweizer SGS 2-12
- Schweizer SGS 2-25
- Schweizer SGS 2-32
- Schweizer SGS 2-33
- Schweizer SGU 1-2
- Schweizer SGU 1-6
- Schweizer SGU 1-7
- Schweizer SGU 1-19
- Schweizer SGU 2-22
- Schweizer X-26 Frigate
- Schweizer cargo glider designs

### Літаки з двигунами
- Schweizer RU-38 Twin Condor
- Schweizer SA 1-30
- Schweizer SGM 2-37